# カースル・クーム
カースル・クーム（カッスル・クーム、Castle Combe）は、イングランドのウィルトシャーにある、人口約350人の小さな村（ヴィレッジ）であり、その美しさと静けさ、そして中世の教会を含む優美な建物により知られる。
14世紀のマーケット・クロス (market cross) は、カースル・クームで週市 (weekly market) の開催が認められたときに造られ、3本の主要道路が一点に集まる場所に位置する。クロス近くにある小さな石段は、馬の乗り手が乗降するためのもので、そばにバタークロス  (buttercross) の遺構がある。
村にある4ツ星のマナーハウス・ホテル (Manor House Hotel) は14世紀に建てられた。ホテルには48の部屋と1.5 平方キロメートルの庭園がある。
聖アンドリュー教会 (St. Andrew's Church) にあるカースル・クーム・クロック (Castle Combe Clock) は、未だに使われている数少ないイギリス中世の時計の1つである。
村の近くには、グリトルトン (Grittleton) 、フォード (Ford) 、ネットルトン (Nettleton) 、Tiddleywink の村、およびチッペナム (Chippenham) の町がある。

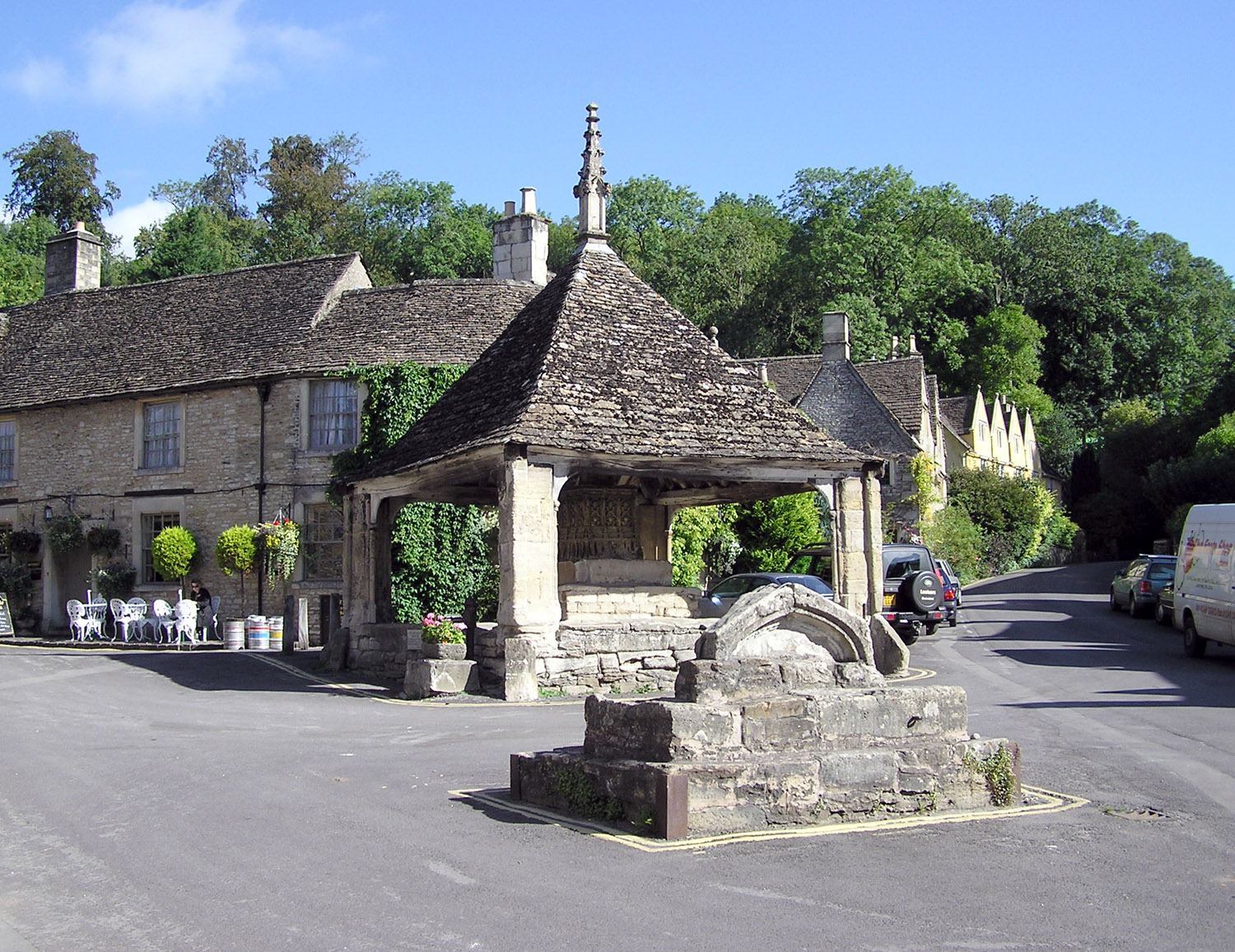
マーケット・クロス
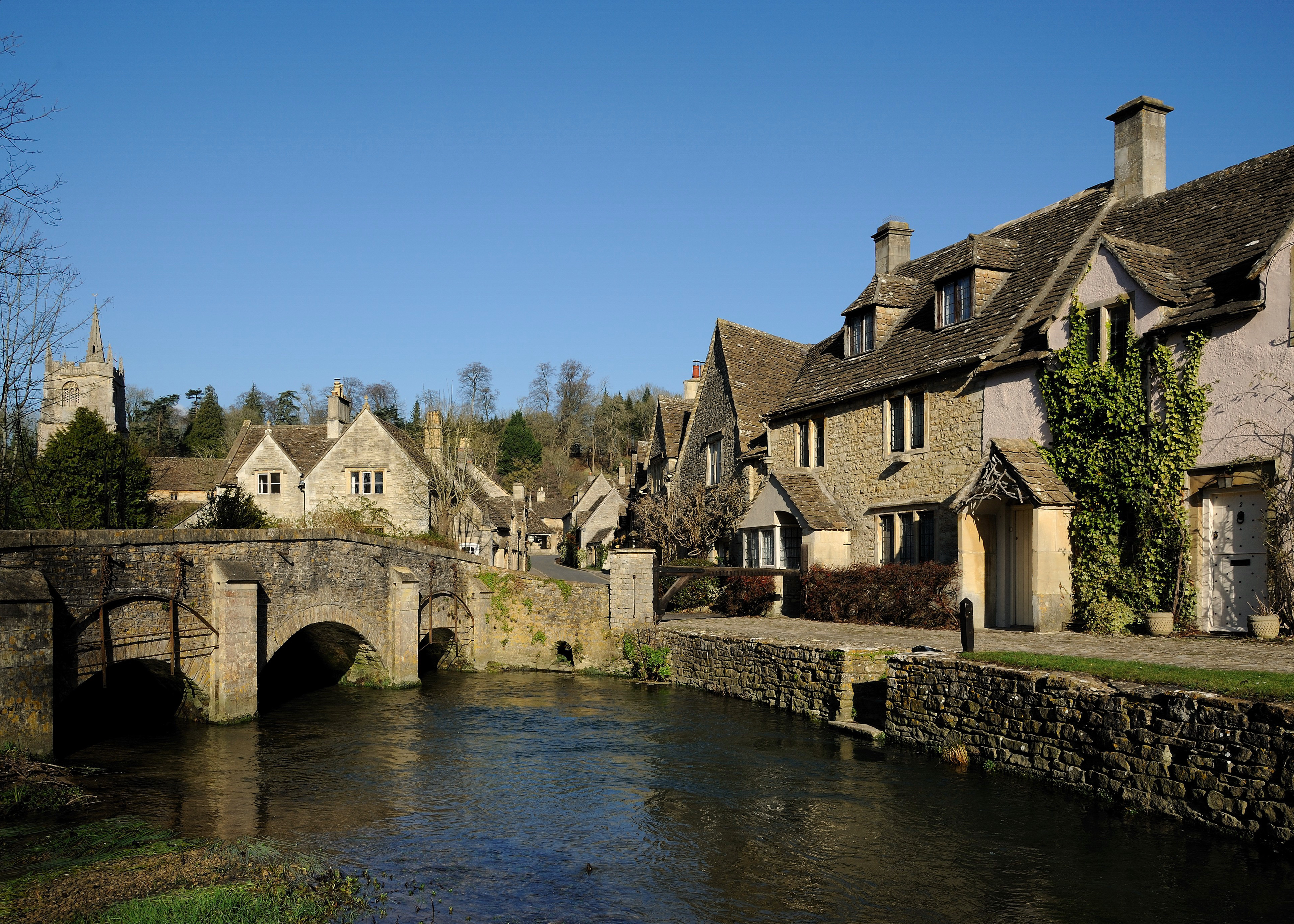
バイブルック川 (Bybrook River) とバックホース橋 (Back Horse Bridge)
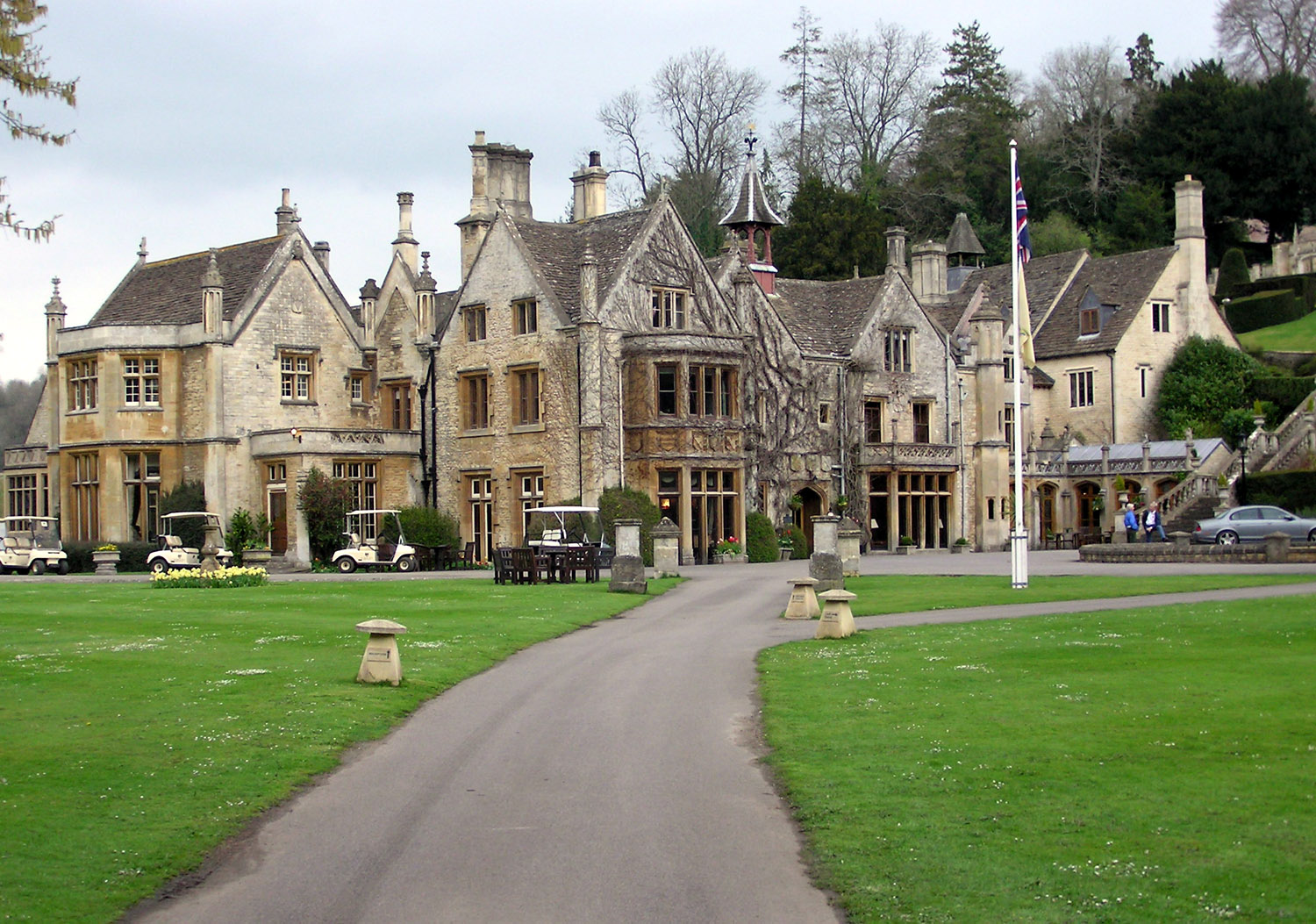
マナーハウス・ホテル
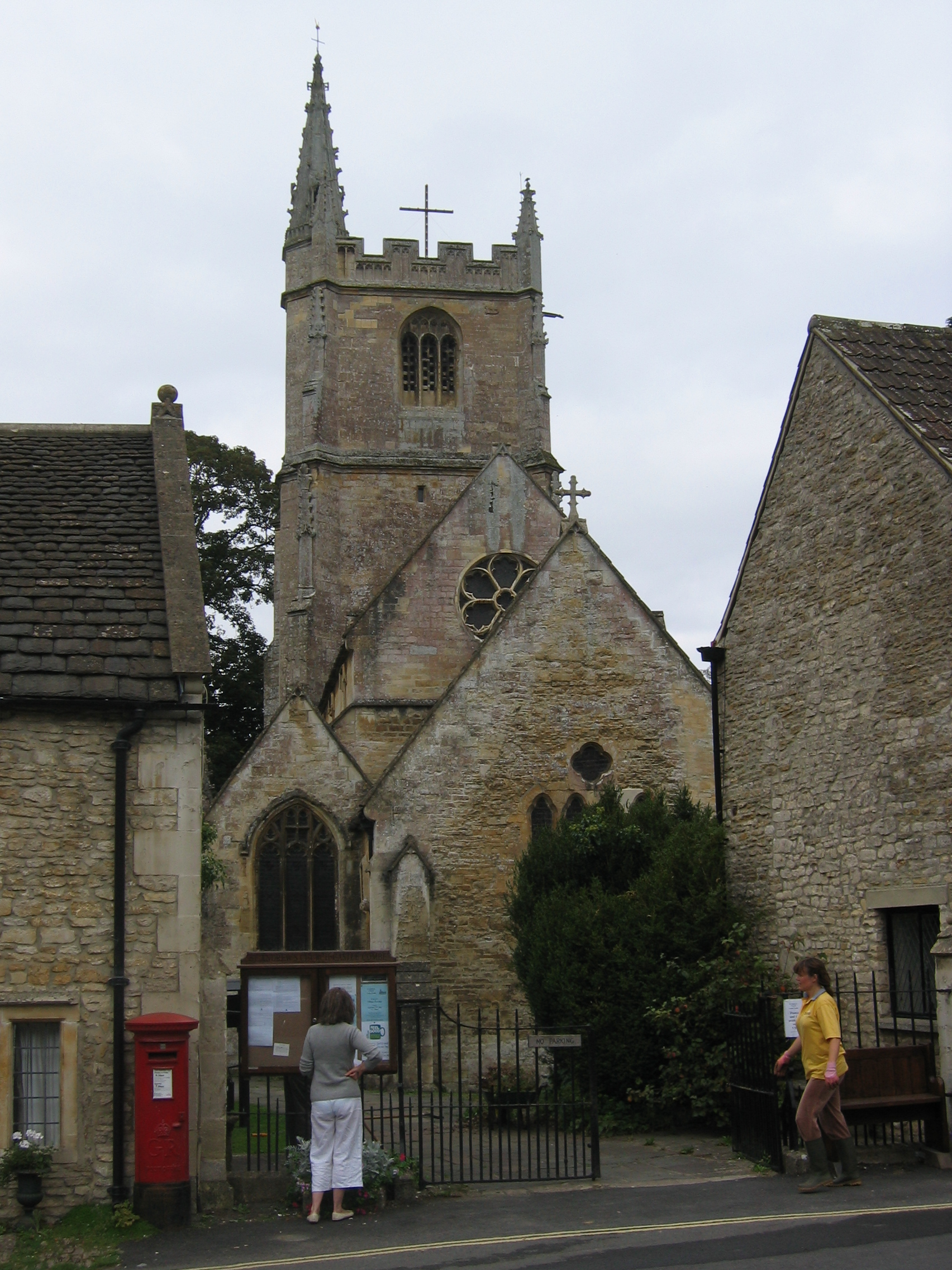
聖アンドリュー教会

## カースル・クームを舞台とした作品
- 戦火の馬 - 舞台となっているわけではないが、劇中にたびたび登場するデヴォンのシーンはカースル・クームで撮影が行われた。
- きんいろモザイク - アニメ第1話に登場するアリスの実家はカースル・クーム（もしくはカースル・クームをモデルとした村）に存在する。アリスの実家もカースル・クームにほど近いフォス・ファームハウスというベッド・アンド・ブレックファストがモデルになっているほか、マナーハウス・ホテルも登場する。同B&Bは経営者がたまたま知り合った日本人をお茶に招いたのをきっかけに、1990年に女性誌『LEE (雑誌)』（集英社）で紹介されて注目され、翌年イギリス観光協会が行なった日本人客勧誘キャンペーン「British Welcomes Japan」の中で日本人客が選ぶ最優秀宿泊施設賞を得てさらに有名になり、同作のテレピアニメ化の際にもモデルとして選ばれた[2][3]。以降、アニメファンが多く訪れ、2018年には、小さな田舎町の2室しかない宿が些細なきっかけをもとに大きな成功を収めたとして、イギリス自動車協会主催の「B&B物語賞」を受賞した[2]。